# The Fall Guy
The Fall Guy är en amerikansk drama- och actionfilm från 2024, baserad på TV-serien Stuntmannen från 1980-talet. Filmen är regisserad av David Leitch efter ett manus skrivet av Drew Pearce. Inspelningen av filmen har i stora delar skett i Sydney, Australien. I huvudrollerna ses Ryan Gosling och Emily Blunt.
Filmen hade biopremiär i Sverige den 26 april 2024, utgiven av Universal Pictures.

## Handling
Filmen kretsar kring stuntmannen Colt (Ryan Gosling) vars karriär är på väg utför och när jobben tryter extraknäcker han som prisjägare.

## Rollista (i urval)
Källa: 
- Ryan Gosling – Colt Seavers
- Emily Blunt – Jody Moreno (Colts ex-flickvän)
- Winston Duke – Dan Tucker
- Aaron Taylor-Johnson – Tom Ryder
- Stephanie Hsu – Alma Milan
- Hannah Waddingham – Gail Meyer (filmproducent)
- Teresa Palmer – Iggy Starr